# Stanisław Goworuchin
Stanisław Siergiejewicz Goworuchin (ros. Станислав Сергеевич Говорухин, ur. 29 marca 1936 w Bierieznikach, zm. 14 czerwca 2018 w sanatorium Barwicha w obwodzie moskiewskim) – rosyjski reżyser filmowy.

## Życiorys
W 1958 ukończył studia na Wydziale Geologicznym Uniwersytetu Kazańskiego, później wstąpił na Wszechzwiązkowy Państwowy Instytut Kinematografii (WGIK), od końca lat 60. pracował w Odeskim Studiu Filmów Artystycznych, w 1987 został reżyserem „Mosfilmu”. Od 1969 realizował filmy przygodowe, które zyskały w ZSRR dużą popularność. Reżyserował także pełnometrażowe produkcje publicystyczno-dokumentalne, m.in. Tak żyć nie można (1990) – rejestr patologii społecznych w ZSRR, oraz Rosja, którą utraciliśmy (1992) – film przeciwstawiający się obowiązującej w czasach ZSRR czarnej legendzie Rosji sprzed 1917 roku. Po rozpadzie ZSRR zaangażował się w politykę, w 1993 został po raz pierwszy wybrany do Dumy Państwowej z ramienia Demokratycznej Partii Rosji. W 2000 startował w wyborach prezydenckich w Rosji, uzyskując 0,4% głosów. W 2005 wstąpił do partii Jedna Rosja i ponownie został deputowanym, a w 2011 kierował przedwyborczym sztabem Władimira Putina. Został także współprzewodniczącym centralnego sztabu założonego przez Putina Wszechrosyjskiego Frontu Ludowego. W 2016 został odznaczony Orderem Za Zasługi dla Ojczyzny I klasy. Pochowany na Cmentarzu Nowodziewiczym w Moskwie.